# Španělsko na Letních olympijských hrách 1900
Španělsko se účastnilo Letní olympiády 1900 ve francouzské Paříži. Zastupovalo ho 9 mužů ve 4 sportech.

## Medailisté
| Medaile | Jméno                                       | Sport  | Soutěž |
| ------- | ------------------------------------------- | ------ | ------ |
| Zlato   | José de Amézola y Aspizúa Francisco Villota | Pelota | Muži   |